# Yariulvis Cobas
Yariulvis Cobas, kubanska veslačica, * 18. avgust 1990.
Za Kubo je nastopila na Poletnih olimpijskih igrah 2012, kjer je bila tretja v Finalu C, skupno pa je osvojila 15. mesto v enojcu.